# لوردانا مارتینز
لوردانا مارتینز (ایتالیایی: Loredana Martinez؛ زادهٔ ۲۰ ژانویه ۱۹۴۷–۱۹ سپتامبر ۲۰۲۴) بازیگر اهل ایتالیا است.
از فیلم‌ها یا سریال‌های تلویزیونی که وی در آن‌ها نقش داشته است، می‌توان به انجیرتیغی، دوران کودکی، حرفه و نخستین تجربه جاکومو کازانووا، اهل ونیز، کاترینا و دخترانش، محاکمه آغاز می‌شود، نهار یکشنبه، چشمان سیاه، دانش‌آموز رفوزه به آقای مدیر چشمک زد، پشت دیوارهای صومعه، مستأجر طبقه بالا، رسوایی در خانواده، عشق و انرژی، دخترخاله، پنج روز، نخستین شیره زفاف و رم اشاره نمود.